# 센트럴주 (가나)

센트럴주

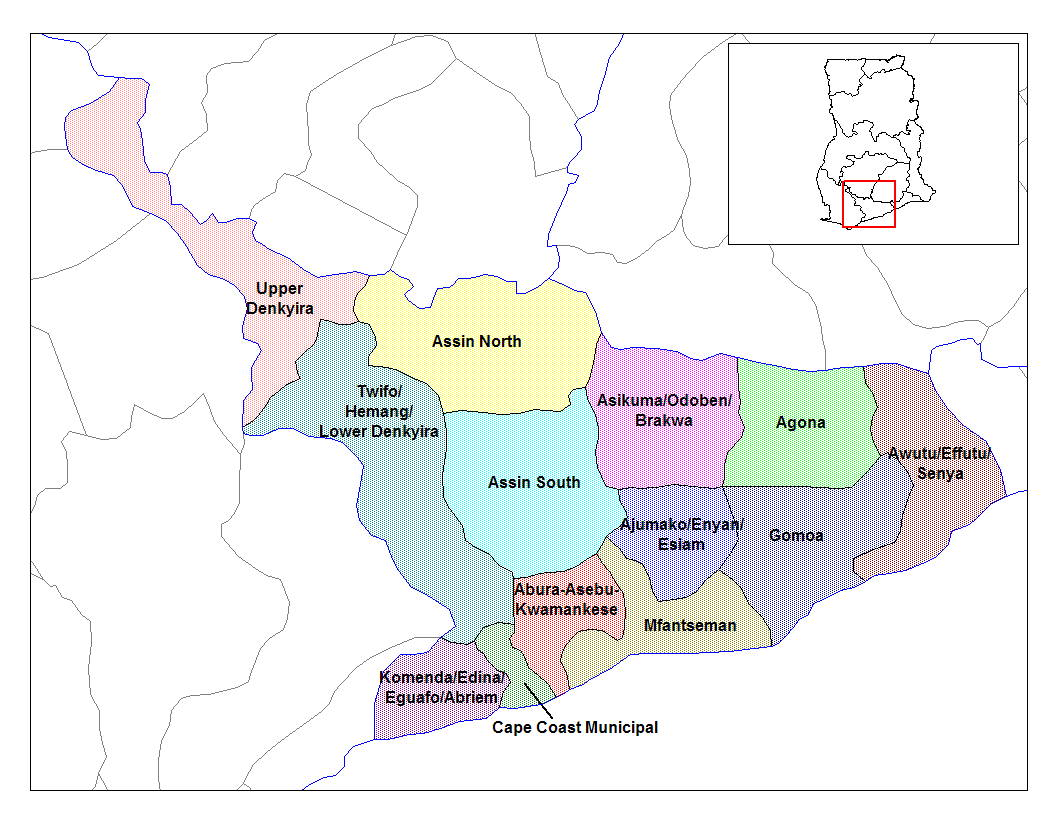
센트럴주의 군

센트럴주(Central Region)는 가나의 주로, 주도는 케이프코스트이며 인구는 1,593,823명(2000년 기준), 면적은 9,826km2이다. 17개 군을 관할한다. 북쪽으로는 아샨티주와 동부주, 서쪽으로는 서부주와 인접해 있으며 동쪽으로는 그레이터아크라주, 남쪽으로는 대서양과 인접해 있다.